# Yvan Colonna
Yvan Colonna (Ajaccio, 7 d'abril de 1960 - Marsella, 21 de març de 2022), conegut amb el sobrenom del berger de Cargèse (en català, el «Pastor de Cargèse»), fou un militant independentista cors, condemnat a presó perpètua per l'assassinat del prefecte de Còrsega, Claude Érignac. Fou assassinat a cops a la presó on complia condemna per un pres gihadista, fet que va provocar un període de grans mobilitzacions i protestes a l'illa de Còrsega.

## Primers anys
Va néixer a Ajaccio l'any 1960, fill de pare cors i mare bretona, ambdós professors d'Educació Física. Quan estudiava a l'Institu Fesch d'Ajaccio, el 1975 la seva família es va traslladar a la ciutat de Niça.
Després de completar el Baccalauréat, va estudiar per a convertir-se en professor d'educació física i esports. Va interrompre els estudis l'any 1981, i va fer el servei militar al cos de bombers de París. Posteriorment va tornar a Còrsega i es va traslladar a Cargèse on més tard el seu germà va obrir un bar de platja. Allà es va dedicar a la ramaderia de cabres, una ocupació habitual a l'illa, comprant una finca l'any 1983 i un ramat de 180 caps de bestiar. A més, a partir de 1985 i durant alguns estius va fer de socorrista a la platja.

## Paper en l'assassinat del prefecte Érignac
El 13 de desembre de 2007 Yvan Colonna fou condemnat a presó perpètua per l'assassinat del prefecte Claude Érignac, ocorregut el 6 de febrer de 1998 a Ajaccio. L'atemptat fou dut a terme per un escamot de set membres, que va atacar Érignac quan sortia del teatre, disparant-li tres trets de 9mm al clatell. La mort del prefecte, màxima autoritat francesa a l'illa, provocà una gran commoció entre la classe política francesa i els alts càrrecs de l'administració, que desencadenà una ràpida resposta per esclarir els fets i detenir-ne els responsables. Aquesta investigació va acabar amb la detenció de diversos activistes corsos, els interrogatoris dels quals van assenyalar Colonna com a autor material de l'assassinat. D'acord amb la versió policial, l'arma del crim, una pistola Beretta, havia estat utilitzada l'any anterior a l'atac a la gendarmerie de Pietrosella. En aquesta acció en la que Colonna participà, s'atacà la gendarmerie de la ciutat, retenint un grup de gendarmes que foren presos com a ostatges. Així, doncs, aquests fets foren utilitzats per les autoritats per relacionar a Colonna amb l'atemptat contra el prefecte, situant-lo com un dels principals sospitosos. Quan la policia anà a cercar-lo però, van descobrir que havia fugit, desencadenant la major persecució de la història de l'Estat francès.
En un primer moment es va assumir que havia abandonat el país i que havia marxat a Amèrica del Sud. Tot i així, una càmera d’infrarojos instal·lada a una bergerie, una cabanya tradicional de pastors corsos, situada a les muntanyes de l'illa, va aportar proves que Colonna estava allà amagat, i que en efecte, mai no havia sortit de Còrsega. Amb aquesta informació, fou finalment arrestat el 4 de juny de 2003, quatre anys després de l'assassinat d'Érignac. Va ser acusat d’assassinat i de pertinença a una organització terrorista, jutjat a París per un tribunal antiterrorista, que va condemnar-lo a presó perpètua.
Colonna sempre va negar les acusacions, denunciant haver estat víctima d'una injusta cobertura de premsa que l'havia condemnat abans de la publicació del veredicte. Els seus advocats també van denunciar irregularitats en el judici, com ara decisions esbiaixades i manca de proves. Entre les seves principals denúncies constava el fet que la policia no va cercar més sospitosos, cap dels testimonis no va reconèixer Colonna i no es van presentar proves materials. La reivindicació de la seva innocència, les incongruències del cas i el fet que passés quatre any amagat a les muntanyes de l’illa el van convertir en un símbol del nacionalisme cors.
Al ser condemnat, Colonna fou qualificat com a DPS, Détenu particulièrement signalé. Aquest règim penitenciari extrem, introduït a França el 1970, està relacionat amb el comportament que ha tingut el pres durant la detenció, les activitats que l’han portat a ser detingut, i el risc i antecedents de fuga. Al mateix temps, permet al personal penitenciari utilitzar majors mesures de vigilància amb aquests presos. La condició de DPS va ser denunciat per l'Observatori Internacional de Presons, el qual ha assenyalat que es tracta d'un règim d'excepció coercitiu que viola els compromisos de França en matèria de drets humans. A la vegada, per part de l'independentisme cors s'ha denunciat que l'Estat francès ha utilitzat aquest règim penitenciari com a eina de repressió, sobretot a través de l’aïllament i la dispersió dels presos del Front d'Alliberament Nacional de Còrsega. En el cas de Colonna, com que a l'illa només hi ha el centre penitenciari de Borgo, el qual no està preparat per a poder acollir presos en aquest tipus de règim de vigilància permanent, impedia que complissin condemna a Còrsega, essent traslladata a presons del continent.
A finals de 2007, el periodista polític i jurídic Dominique Paganelli i el dibuixant Tignous cobriren el (primer) judici a Yvan Colonna, per al diari Charlie Hebdo. Tots dos en tragueren l'any següent la historieta Le procès Colonna. L'obra guanyà el Premi France Info del Còmic de notícia i de reportatge.

## Atac a la presó i mort
El 2 de març de 2022, durant una sessió esportiva a la sala de peses del gimnàs del centre penitenciari d'Arles, Colonna va ser colpejat i estrangulat per Frank Elong Abé. L'home havia estat detingut a l'Afganistan per l'exèrcit estatunidenc i confinat a la presó de la base de Bagram abans de ser extradit a França, on va ser condemnat a 9 anys per «associació i conspiració per cometre terrorisme». Greument ferit, Colonna va ser traslladat en estat greu a l'hospital d'Arles i posteriorment a la unitat de cures intensives de l'hospital Nord de Marsella. L'atac s'hauria desencadenat a causa d'algunes expressions blasfemes pronunciades per Colonna contra l'islam, però el nacionalisme cors va especular que l'assassinat es va encarregar des de l'exterior de la presó, assenyalant-ne l'Estat francès com a responsable.
El 21 de març de 2022, després de tres setmanes en coma i en estat crític degut a les ferides de l'atac a la presó, va morir a l'hospital on es trobava ingressat.
| « | À Yvan Colonna partutu oramai à l'eternu, À tè la Corsica Regina, À tè l'abbracciu di issa terra ! | » |
| — Escrit que penjà Romain Colonna, diputat a l’assemblea de Còrsega, i àmpliament estès com a text de condolència. | |   |

## Reaccions a l'assassinat de Colonna
En el moment de l'atac a Colonna, Còrsega es trobava en un moment crític. Malgrat que des del 2000 el PIB i l'ocupació havien crescut, l'economia local continuava estant dominada per quatre grans sectors: el turisme d'estiu, la construcció, el sector immobiliari i el comerç minorista. Tots quatre generaven creixement però amb un impacte ambiental nefast, i amb una oferta d'ocupació basada en llocs de feina precaris, poc qualificats i amb baixa remuneració. Així, doncs, més enllà de les frustrades demandes d'autogovern dirigides a París, la situació socioeconòmica de l'illa era greu: un de cada quatre habitants vivia per sota del llindar de pobresa, un de cada quatre joves d'entre 16 i 29 anys estava inactiu o a l'atur, unes 24.000 persones (8,5% del total de la població activa) es trobava sense feina, i un gran gruix de la població tenia feines estacionals condicionades per la temporada turística.
Amb aquests antecedents, i després d'un temps de baixa activitat política als carrers, l'assassinat de Colonna va revifar les mobilitzacions a l'illa desencadenant un cicle de protestes, manifestacions i enfrontaments amb la policia. També, l'agressió i mort de Colonna van fer que els diversos sectors de l'independentisme cors, tradicionalment dividit i amb forts enfrontaments, fessin una treva política, fet que va facilitar l'organització d'una resposta combativa. La pressió exercida pels manifestants fou de tal magnitud que va portar l'Estat Francès a comprometre's a donar a l'illa un règim d'autonomia (el que seria el primer d'aquest tipus en un país marcat pel seu característic centralisme). El govern francès retirà la condició de presos DPS a Colonna i als presos condemnats amb ell per l'assassinat del prefecte Claude Érignac, fet que permeté el trasllat d'aquests a presons corses. Així i tot, per part del moviment independentista de l'illa les mesures de París es van interpretar com insuficients i que arribaven tard, especialment la revocació de la condició de DPS.
El 25 de març del 2022, milers de persones van assistir al funeral i enterrament d' Yvan Colonna al poble de Cargèse, esperant el fèretre en silenci i fent onejar banderes corses. Després de recórrer els principals carrers de la localitat, la missa, pronunciada en cors, va ser cantada per Patrizia Gattaceca i membres del grup Canta U Populu Corsu i va ser retransmesa per megafonia.

## Filmografia
- Yvan Colonna, l'impasse, d'Ariane Chemin, Samuel Lajus, Gilles Perez, emesa al canal France 3 el 5 de febrer de 2015.
- Yvan Colonna, la traque (sèrie Faites entrer l'accusé), de Benoît Bertrand Cadi, emesa al canal France 2 el 8 de novembre de 2015.
- Les Anonymes: Ùn' pienghjite micca, pel·lícula de 2013 dirigida per Pierre Schoeller